# Lates
Lates è un genere di pesci della famiglia Latidae.

## Specie
- Lates angustifrons Boulenger, 1906
- Lates calcarifer (Bloch, 1790)
- Lates japonicus Katayama & Taki, 1984
- Lates lakdiva Pethiyagoda & Gill, 2012
- Lates longispinis Worthington, 1932
- Lates macrophthalmus Worthington, 1929
- Lates mariae Steindachner, 1909
- Lates microlepis Boulenger, 1898
- Lates niloticus (Linnaeus, 1758)
- Lates stappersii (Boulenger, 1914)
- Lates uwisara Pethiyagoda & Gill, 2012